# 地形輪廻
地形輪廻（ちけいりんね）とは、河川の侵食により地形が変化して行く過程のこと。侵食輪廻（しんしょくりんね）とも言う。アメリカのウィリアム・モーリス・ディヴィスが提唱した。
原地形（げんちけい）が侵食を受けて幼年期地形（ようねんきちけい）となり、壮年期地形（そうねんきちけい）、老年期地形（ろうねんきちけい）を経て平坦な準平原（じゅんへいげん）となる。

## 原地形
地形輪廻の最初の段階で、地表面が侵食が始まる以前の地形で内的営力により形成され、平坦面が広がる。火山活動により形成されたばかりの山体や、海底から隆起したばかりの海岸平野、隆起準平原がこれに当たる。

## 幼年期地形（young）
侵食作用が始まった最初の段階。河川は下刻作用が盛んでV字谷となり、急流や滝を伴う。それ以外の箇所は原地形の地表を保存し高原状を呈する。
グランドキャニオン、吉備高原や木曽川中流域などが幼年期地形の典型である。

## 壮年期地形（mature）
侵食が進み、地形の起伏が最大となった段階。原地形の地表はほとんど保存されていない。尾根は鋭く尖り、谷はV字谷をなす。谷底平野はほとんど発達していない。
アルプス山脈、ヒマラヤ山脈、日本アルプスなどが壮年期地形の典型である。

## 老年期地形（old）
侵食がさらに進み、地形の起伏が緩やかになった段階。谷の幅が増大して谷底と谷壁の境界が不明瞭となり、尾根や山頂は低く丘陵となる。河川は比高が少なくなり、谷底が侵食基準面に近付くにつれて侵食作用は弱まる。侵食が進んだ山地では、しばしば山麓に緩斜面が存在する。これは山麓緩斜面と呼ばれる。上部の斜面から供給された岩屑が堆積している場合や、岩盤が長期にわたって侵食を受けて形成された場合がある。日本の山地における緩斜面は、寒冷な気候環境下での岩屑の移動により形成されたと考えられている。
山東半島などがその例で、日本では北上山地、阿武隈高地など。

## 準平原（peneplain）
地形輪廻の最後の段階。侵食作用によって地形面の高さが侵食基準面近くまで下がり、全体的に起伏の緩やかな平原が広がる。所々に侵食に取り残された残丘が見られる。
準平原が隆起したものを隆起準平原（りゅうきじゅんへいげん）という。侵食基準面が地形面より低下することにより侵食作用が復活して、新たな地形輪廻の原地形となる。隆起準平原の例としては吉備高原、大台ヶ原などがある。

## 回春（rejuvenation）
地形輪廻の過程において、地形が隆起するなどの原因により輪廻の進行が中断され、輪廻の出発点に戻ってふたたび下方侵食が活発化し、幼年谷を発達させることを回春（Rejuvenation、またはRiver rejuvenation）という。